# Gammelstrup Sogn
Gammelstrup Sogn er et sogn i Viborg Domprovsti (Viborg Stift).
I 1800-tallet var Feldingbjerg Sogn og Gammelstrup Sogn annekser til Kobberup Sogn. Alle 3 sogne hørte til Fjends Herred i Viborg Amt. Kobberup-Feldingbjerg-Gammelstrup sognekommune blev ved kommunalreformen i 1970 indlemmet i Fjends Kommune, som ved strukturreformen i 2007 indgik i Viborg Kommune.
I Gammelstrup Sogn ligger Gammelstrup Kirke og hovedgården Lundgård.
I sognet findes følgende autoriserede stednavne:
- Birkesø (vandareal)
- Fusager (bebyggelse, ejerlav)
- Gammelstrup (bebyggelse, ejerlav)
- Gammelstrup Hede (areal)
- Lundgårds Mark (bebyggelse)
- Riskær (bebyggelse)